# Giro del Piemonte 1949
Il Giro del Piemonte 1949, trentanovesima edizione della corsa, si svolse il 3 aprile 1949 su un percorso di 207 km. Riservato ai soli professionisti, fu vinto dall'italiano Adolfo Leoni, che completò il percorso in 6h14'02" precedendo in volata i connazionali Fausto Coppi e Fiorenzo Magni.
Sul traguardo del motovelodromo di Corso Casale a Torino 55 ciclisti, su 126 iscritti, portarono a termine la competizione, valida come prima delle cinque prove del campionato italiano 1949.

## Ordine d'arrivo (Top 10)
| Pos. | Corridore         | Squadra          | Tempo    |
| ---- | ----------------- | ---------------- | -------- |
| 1    | Adolfo Leoni      | Legnano          | 8h21'00" |
| 2    | Fausto Coppi      | Bianchi-Ursus    | s.t.     |
| 3    | Fiorenzo Magni    | Wilier Triestina | s.t.     |
| 4    | Luciano Maggini   | Wilier Triestina | s.t.     |
| 5    | Gino Bartali      | Bartali-Gardiol  | s.t.     |
| 6    | Aldo Tosi         | Ganna            | s.t.     |
| 7    | Luigi Casola      | Benotto          | s.t.     |
| 8    | Oreste Conte      | Bianchi-Ursus    | s.t.     |
| 9    | Sergio Maggini    | Lygie            | s.t.     |
| 10   | Severino Canavesi | Canavesi         | s.t.     |